# Viktor Schröter
Viktor Alekszandrovics Schröter (teljes nevén: Victor Johann Gottlieb Schröter, oroszul  Виктор Александрович Шрётер;  Szentpétervár, 1839. április 27. – 1901. április 16.) német nemzetiségű  orosz építész.

## Életpályája

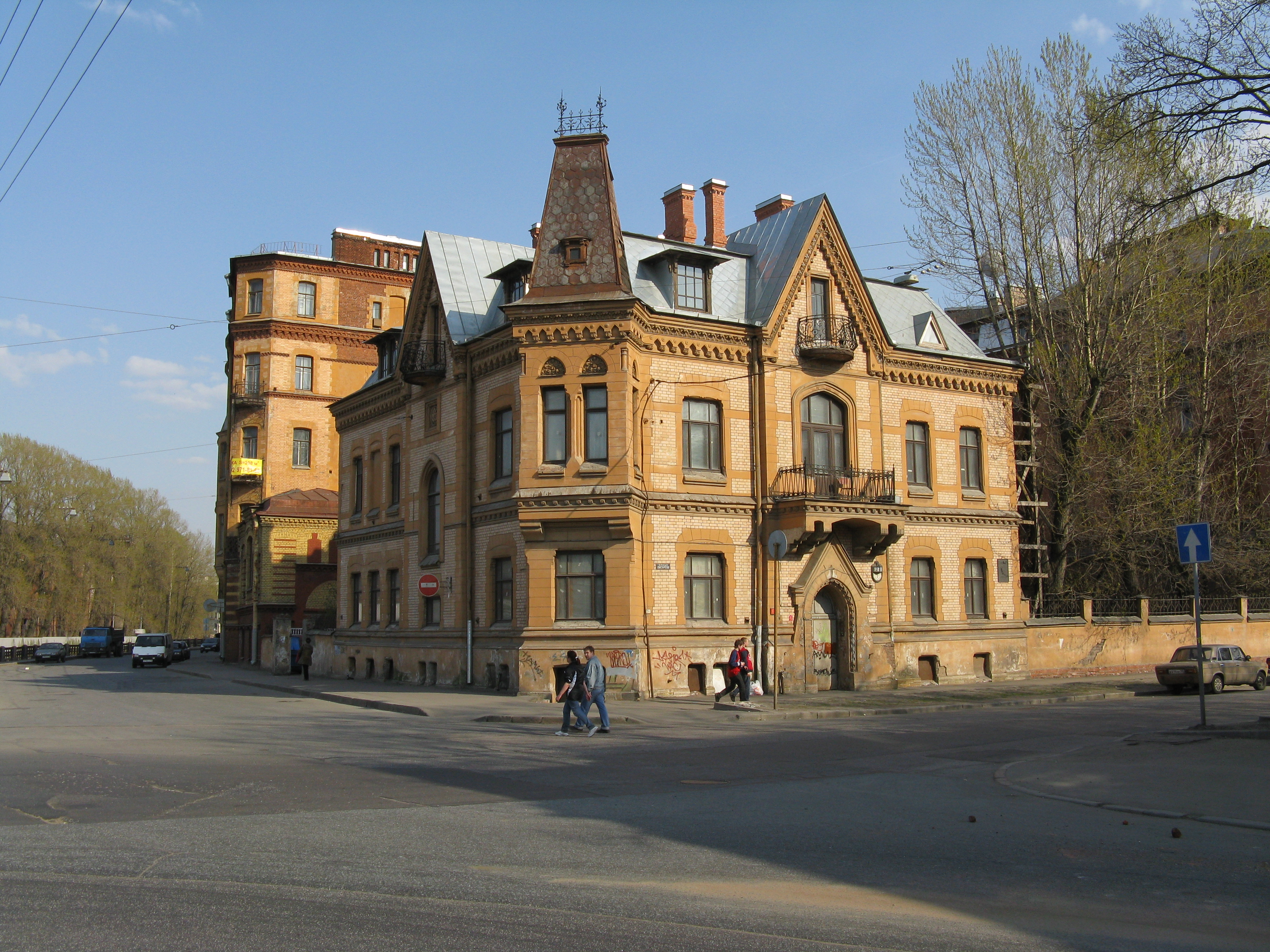
Schröter saját tervezésű háza a Mojka rakparton

Balti német származású családba született. Apja Alexander Gottlieb Schröter volt.
1851 és 1856 között a szentpétervári Szent Péter evangélikus templom által fenntartott Petrischuléba járt, majd a Birodalmi Művészeti Akadémián illetve 1856 és 1862 között a Berlini Művészeti Akadémián folytatott tanulmányokat. Berlinben a tanulmányai befejeztével a diplomájához aranyérmet kapott, ami ritka megtiszteltetésnek számított különösen egy külföldi hallgató számára.
1858-ban Schrötert felvették a berlini Építészegyesületbe. Külföldi tanulmányutakon vett részt és építészetet tanult Németországban, Belgiumban, Franciaországban, Svájcban, Olaszországban és Ausztriában. Miután visszatért Szentpétervárra, meghívták a helyi Építőipari Főiskola karára.
1862-ben a Birodalmi Művészeti Akadémián a XIV. osztályú művész címet adományozták neki. 1864-ben a Duma által felkért, Szentpétervár fejlesztésére vonatkozó ötletprojektért építészeti akadémikusként ismerték el. Ezt követően előkelő helyet foglalt el a szentpétervári építészek között, mint teoretikus és gyakorló, az eklektika racionális irányának bajnoka.
Schröter mesternek bizonyult a jól megépített, de gazdaságos szerkezetek tervezésében. Számos magánházat tervezett, amelyek Oroszországban először természetes kőből és magas hőmérsékleten égetett téglából épült homlokzatokat alkalmaztak, vakolat nélkül – „ Brick Style ”, a szecesszió orosz változata –, amely más építészekre és építőkre is hatással volt.

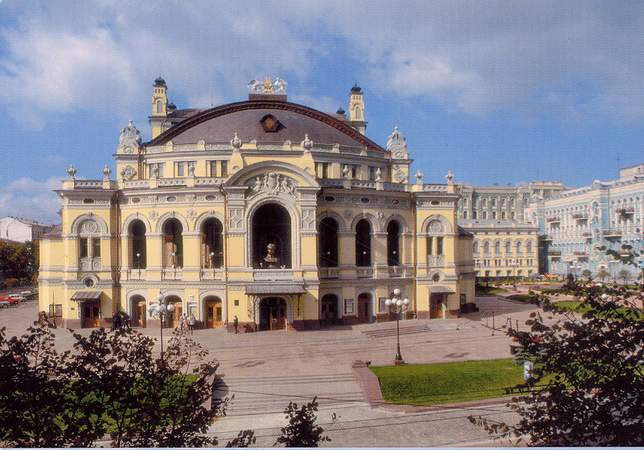
A Kijevi Operaház

Schröter fontos szerepet játszott Vlagyimir Alekszandrovics nagyherceg palotájának (ma a Tudósok Háza ) tervezésében és felépítésében, amely a Palota rakparton 1867-1885 között épült. Számos színházat tervezett, például egy nagy színházat  a szentpétervári Campus Martiusba, ezenkívül Kijevben, Irkutszkban, Nyizsnyij Novgorodban és Tiflisben is. Ez utóbbi helyen a Grúz Nemzeti Operaházat, Jelentős munkái közt szerepel   a Szent Sergius ortodox templom Bad Kissingenben, és egy vasútállomást Odesszában .
Schröter és Andrej Huhn közösen megnyerték a tifliszi Alekszandr Nyevszkij-székesegyház megtervezésére kiírt pályázatot, de tervüket túl költségesnek ítélték meg a kivitelezéshez, ezért azután David Grimm építésszel  dolgozott együtt, a szentpétervári Nyevszkij proszpekten álló kolosszális Nagy Katalin emlékművön.

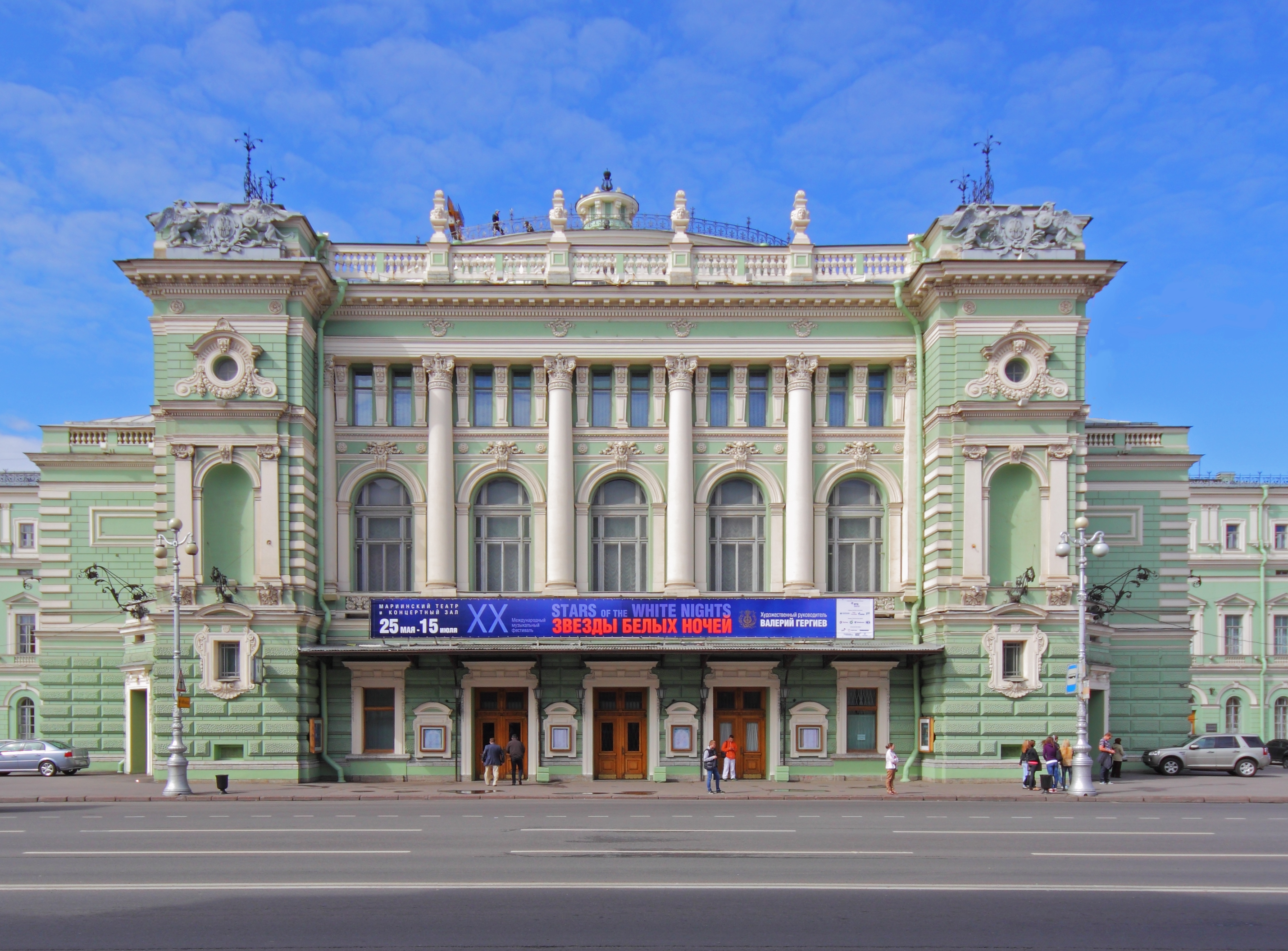
A Mariinszkij Színház homlokzata

Schröter egy 1880-as tűzvész után újjáépítette a Mariinszkij Színház homlokzatát, és a színház átalakítása és bővítése érdekében végzett munkája elismerése és hálájaként egy egyedi, ezüstből készült színházi makettel ajándékozták meg. A második világháborúban Leningrád ostroma alatt lánya, Maria kénytelen volt ezt beolvasztani az ezüsttartalom miatt.
Schröter szinte haláláig az Építőmérnöki Intézet tagja maradt (1882 után ez lett az Építőipari Főiskola új neve). 1867-től állt közszolgálatban, és 1886. augusztus 30-án tényleges államtanácsosi rangot kapott, amely örökletes nemesi kiváltságot biztosított számára. Később tényleges titkos tanácsosi rangot is kapott, ami feljogosította arra, hogy Főméltóságodnak szólítsák.

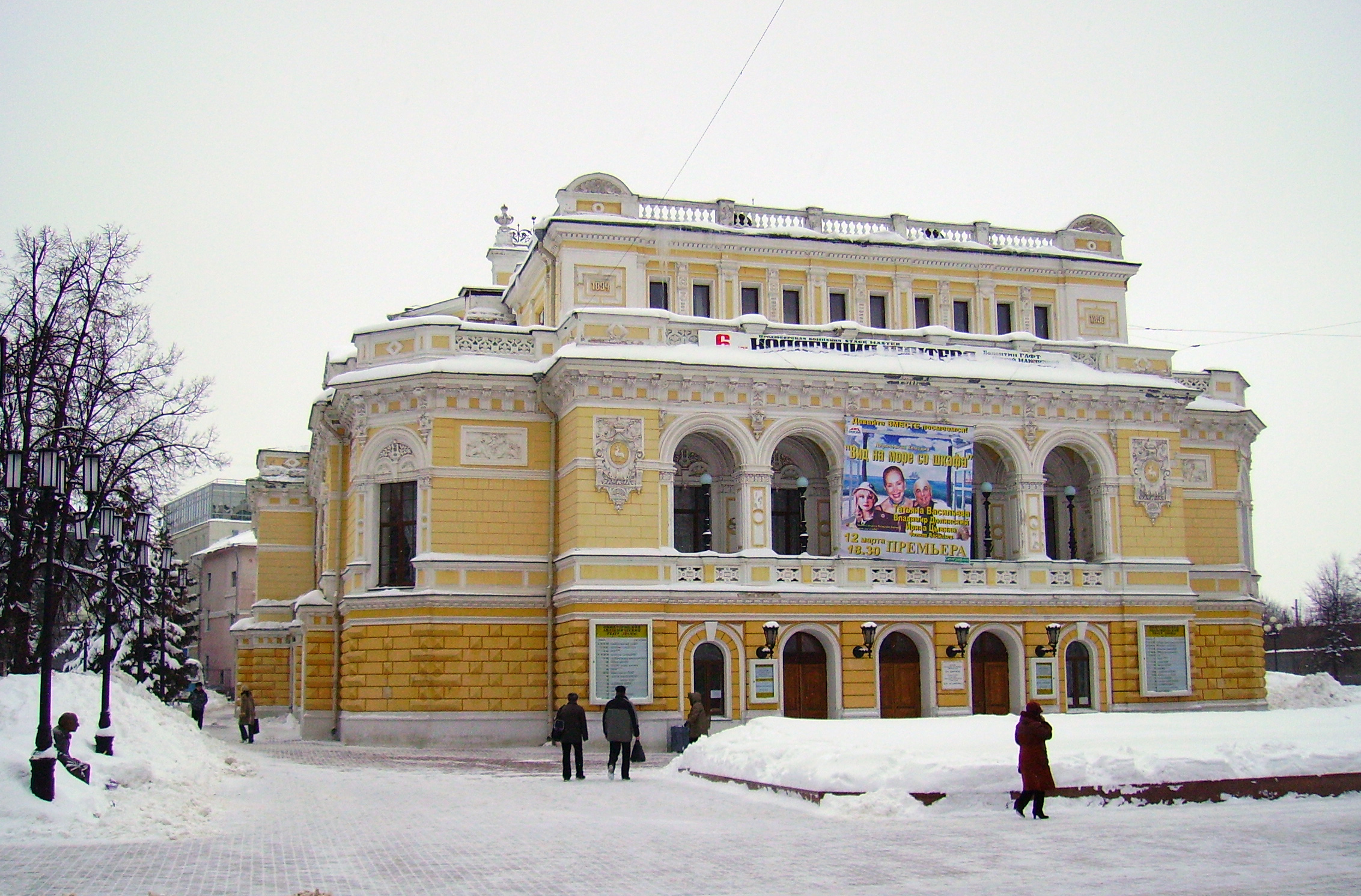
Nyizsnyij Novgorod, Drámai Színház

Schröter a Fejedelemségek Osztályának vezető építésze, a Császári Színházi Igazgatóság főépítésze, az Őfelsége Kabinetjének építési osztályának segédfelügyelője, tagja volt különböző bizottságoknak, amelyekben tevékenyen részt vett. A Szentpétervári Építésztársaság tagja, és egy ideig szerkesztője volt az Architect című folyóiratnak.. Albert Mellin finn építészt is alkalmazta.

## Családja
1869-ben, 30. születésnapján Schröter feleségül vette Marie Christine Nissent (1844. június 6. – 1924. június 4.). A házaspárnak nyolc gyermeke született, akik közül ketten – Ottó és George – építészek, lánya, Maria művész lett. Lánya, Anna (Anna Ida Antonie Schröter) 1877. augusztus 9-én született Szentpéterváron, és 1940. december 18-án halt meg a poroszországi Neustadtban (ma Wejherowo Lengyelországban).
Schröter 1901. április 16-án halt meg, és a szentpétervári Szmolenszkij evangélikus temetőben nyugszik.

## Művei

### Szentpéterváron
- Osztrovszkij tér: Nagy Katalin emlékműve. (1862–1873) építészetek: Schröter és David Grimm, szobrászok: Mihail Mikjusin, Matvej Csizsov és Alekszandr Opekushin.
- Moszkovszkij Proszpekt 95. szám: A Filiszteusok Társasága számára épített szegényház. 1864-1870. együtt tervezte Eduárd Vergejmmel.
- Rimszkij-Korszakov Poszpekt, 23. szám: Magánlakás; 18. szám (Bolsoj Podjacseszkaja utca): Lakóház (felújíttva). 1868-1869.
- Bolsaja Morszkaja utca 19. szám: Az  A Kumberga építőipari cégnek otthont adó épület (újjáépítve). 1868-1869.
- Gorohovaja utca 46. szám: Lakóház (felújítás). 1871-1872. együtt tervezte Igor Kitnerrel .
- Fontanka Embankment, 183. szám (Labutina utca); 34. szám (Kalinkinszkij Lane); 1. sz. – Az A. I. Nissen lakóház és selyemtermékgyára. 1872-1873. Együtt tervezte Igor Kitnerrel.
- Szitninszkaja utca: 11. szám (Kronverkszkaja utca); 6. szám: Mária evangélikus templom és iskola épülete. 1872-1874. Együtt tervezte Igor Kitnerrel. (lebontva)
- Csajkovszkij utca 65-67. szám: Lakóház (bővítés). 1875-1876, 1885.
- Marat utca 66. szám (Szocialiszticseszkaja utca); 22. szám: AO Meyer apartmanháza. 1876.
- Kavalergardszkaja utca 20. szám: Lakóház. 1876-1877. (Túlépített)
- Osztrovszkij tér, 7. szám: A Szentpétervári Városi Hiteltársaság épülete. Az eredeti tervezetet az EF Kruger készítette, Emmanuel Jurgens pedig megvalósította. 1876-1879.
- Rimszkij-Korszakov Proszpekt 7. szám: GF Vucsihovszkovo bérháza. 1877.
- Mohovaja utca 28. szám: AI Rozanov bérháza. 1878. Együtt tervezte Igor Kitnerrel. (Túlépített.)
- 1 Linija, 4. szám ( Repin utca ); 3. sz.: GA Korpusa kúria (átalakítva és bővítve). 1879.
- Anglijszkij Avenue,  6: szám:  A. K Pampelja kúria. 1880-1881.

### Grúzia
- Grúz Nemzeti Operaház, 1896

### Ukrajna
- Ukrán Nemzeti Operaház, Kijev, 1901

## Galéria

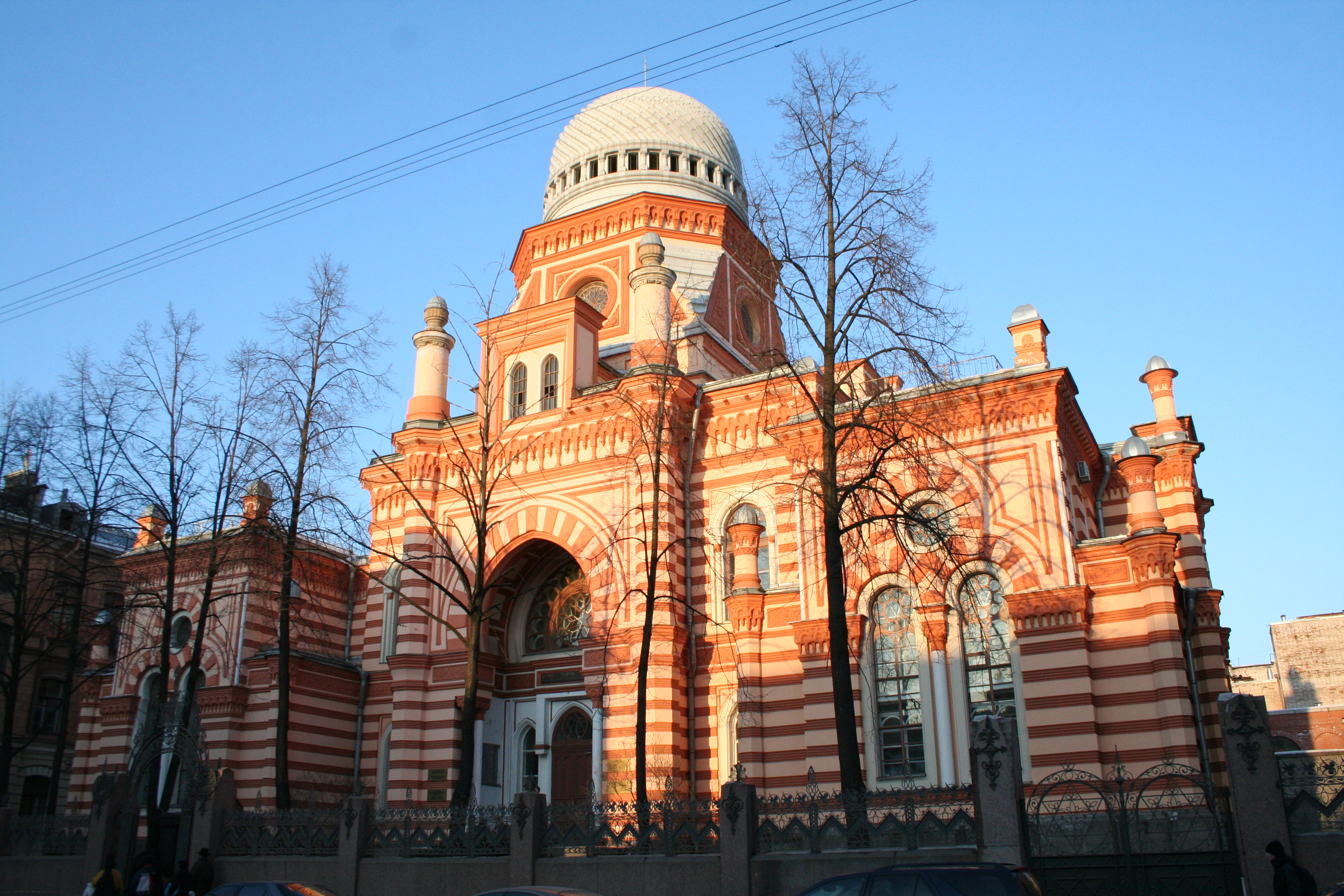
Szentpétervári Nagy Kóruszsinagóga
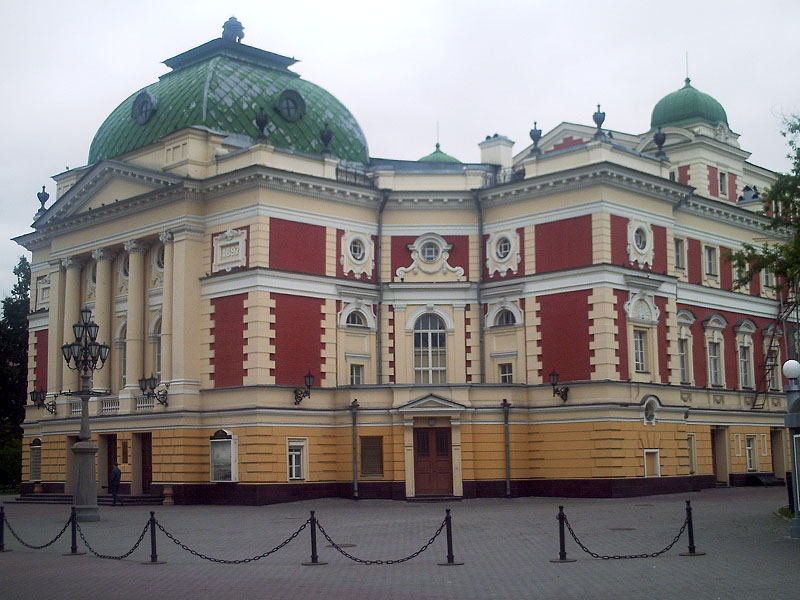
Okhlopkhov Színháza Fotó: Egor Kurlyuk
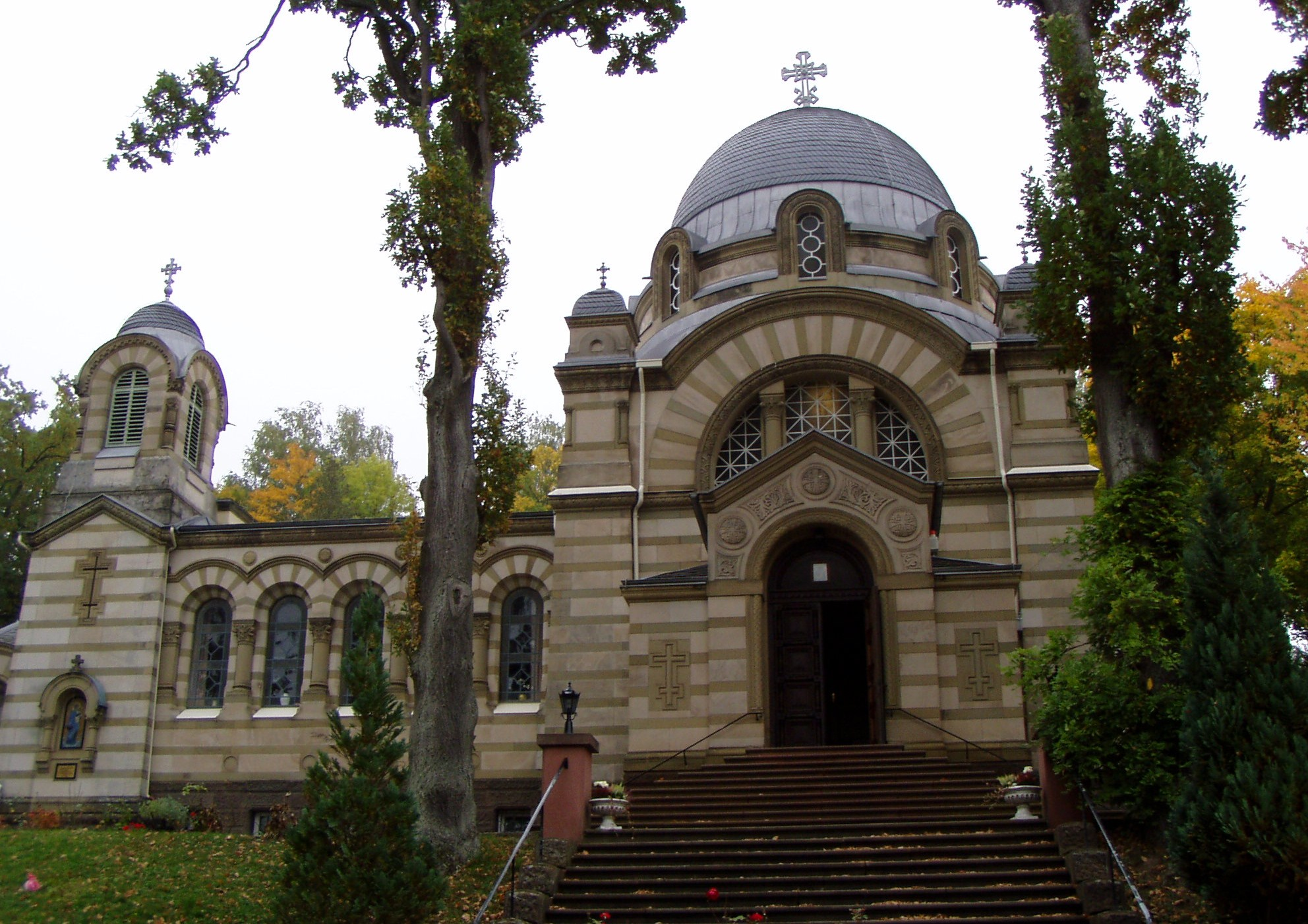
Ortodox templom Bad Kissingenben
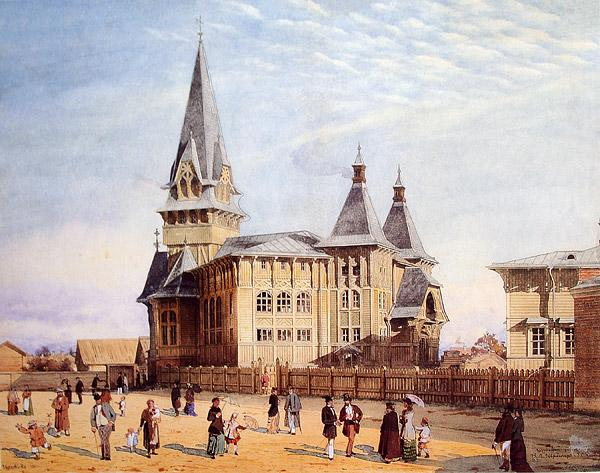
Albert Benois festménye Schröter evangélikus Mária temploma

## Külső hivatkozások
- Schröter a szentpétervári enciklopédiában (angol)
- Schröter Viktor a szentpétervári közgyűlésen

## Fordítás
- Ez a szócikk részben vagy egészben  a   Victor Schröter című angol Wikipédia-szócikk fordításán alapul.  Az eredeti cikk szerkesztőit annak laptörténete sorolja fel. Ez a jelzés csupán a megfogalmazás eredetét és a szerzői jogokat jelzi, nem szolgál a cikkben szereplő információk forrásmegjelöléseként.